# Slaget vid Fantehåla
Slaget vid Fantehåla var ett slag under Svante Nilsson Stures krig mot Danmark. Slaget stod mellan svenska och danska styrkor den 27 augusti 1510 i Fante Håla.

## Bakgrund
Under ledning av de svenska fältherrarna före detta riksrådet Åke Hansson Tott och riddaren Ture Svensson, drog en svensk rytteriavdelning om 700 man genom Halland in i det danska Skåne mot Helsingborg. Tyge Krabbe på Helsingborgs slott fick underrättelse om att en svensk rytteriavdelning om 700 man var på väg mot staden under ledning av förre riksrådet Åke Hansson Tott och riddaren Ture Svensson.

## Slaget
I Fante Håla överrumplades den svenska truppen och Åke Tott stupade för ett lanshugg då den svenska truppen retirerade.

## Följder
Ryktet om slaget spreds vida omkring i en folkvisa. Tyge Krabbe lät föreviga slaget i väggmålningar på Vegeholms slott. Senare restes ett träkors på platsen.
När Skåne-Smålands Järnväg drogs fram stod korset i vägen och togs bort. 1923 ersattes korset med en minnessten på initiativ av dåvarande ryttmästaren von Geijer på Vegeholm. Minnesstenen uppe på kullen berättar om händelsen, vilket även gett namn till ett par av gatorna i Örkelljunga.
Stenen fick Tyge Krabbes notering: 1510 Tirsdag efter Bartolomej da stod det Slag ved Fanteholle mellem mig og Her Aage Hanssen og jeg fik Død paa hannem.
I området ligger också resterna av Örkelljunga skansar från 1657. Gustav Otto Stenbock förde sin trupp över Markaryd till Örkelljunga dit han nådde den 9 september. I väntan på förstärkning lät han uppföra ett befäst läger på båda sidor om den gamla riksvägen, nuvarande Kungsvägen, och förlade högkvarteret här.